# ジンバブエの政治
ジンバブエの政治（ジンバブエのせいじ）では、ジンバブエの政治について説明する。
ジンバブエの政治は、完全な大統領制の枠組みの中で行われ、ジンバブエ大統領は2013年憲法によって組織された国家元首および政府。 行政権は政府によって行使される。 立法権は、政府と議会の両方に付与される。 ジンバブエの政治の状況は、2017クーデターによって疑問視されている。

## ランカスター・ハウス合意以降の政治的なできごと
ジンバブエ憲法は、ランカスターハウス協定の数か月前に1980選挙から始まり、ロードキャリントンが議長を務め、多数派を制度化した。少数派の権利の支配と保護。独立以来、憲法は政府によって次のように改正された。
- 1987年に国会で白人専用議席の廃止 [1]
- 1987年に首相の事務所が廃止され、大統領府が創設された[1]（事務所は2009年に復活したが、2013年に再び廃止された）。
- 1990年の上院の廃止（2005年に再導入）、下院に任命席が設けられた。[1]

選出された政府は、軍および警察を含む公務員の上級任命を管理し、より低いレベルの任命が独立した公務員委員会。
ZANU-PFリーダーのロバート・ムガベは、1980年に首相に選出され、1987年に憲法を改正して大統領となった。 ムガベ大統領の関連政党は、1980年4月18日の独立から、 2008年3月から民主変革運動までのすべての選挙で勝利した。一部の地区では、汚職と不正選挙が申し立てられている。 特に1990年の選挙は、国内的および国際的に不正であると非難され、2位の党Edgar Tekereのジンバブエ統一運動が投票の20％しか獲得しなかった。
ショナとンデベレの間の民族的対立は、ジンバブエの政治において大きな役割を果たしてきた。これは、英国の植民地支配者によって定義された国境の結果であり、この多利率は、1980年代の独立後、1980年代のマタベレランドでのグクラフンディ民族浄化解放戦争を引き起こした。 これにより、JoshuaNkomoの Zimbabwe African People's Union（ZAPU）はZimbabwe African National Union（ZANU）に吸収され、ZANU-PFが結成され、ンコモは副大統領に任命された。
2005年、ムガベの将来が疑問視され、ショナ内の派閥主義が高まった。
2005年10月、与党ZANU-PFと野党MDCのメンバーがロンドンとワシントンで秘密会議を開き、ロバート・ムガベ後の新しいジンバブエの計画について話し合ったとされている。

## 政治的な状況
2000年の憲法レファレンダムの敗北以来、ジンバブエの政治は、民主的選挙、司法の独立、法の支配、人種差別からの解放などの民主的統治の規範からの移行によって特徴づけられてきた。独立したメディア、市民社会、学界の存在。近年、人権の違反が広まっている。
選挙は、司法、軍隊、警察および公務員の政治化に加えて、政治的暴力と脅迫によって特徴づけられている。大統領と政府の政治家による声明は、野党の政党、特に「Chimurenga」に対する戦争状態または「Chimurenga」に言及している。政府と連携していない新聞は閉鎖され、司法のメンバーは脅迫および/または逮捕された。言論、集会、結社の自由を妨げることを目的とした抑圧的な法律が施行され、主観的に施行されている。野党のメンバーは日常的に逮捕され、嫌がらせを受けており、一部は拷問を受けたり、懲役刑を宣告されたりしている。法制度はますます脅威にさらされている。 MDCは、法制度を使用して判決ZANU-PFに異議を申し立てようと繰り返し試みたが、多くの場合MDCを支持する判決は、警察によって考慮されていない。

## 国の三権
ジンバブエの政治権力は、行政、立法、司法の3つの支部に分かれており、大統領が行政府の長、首相が立法府の長、ジンバブエ最高裁判所の最高裁判所長官が 司法府の長。
 '大統領問題担当大臣' は、ジンバブエ政府の非内閣大臣の地位である。 現職者はDidymus Mutasaである。
役職の職務はまだ公に定義されていない。

### 行政権
| 役職     | 氏名                               | 政党    | 就任           |
| -------- | ---------------------------------- | ------- | -------------- |
| 大統領   | エマーソン・ムナンガグワ           | ZANU-PF | 2017年11月24日 |
| 副大統領 | Constantino Chiwenga＆Kembo Mohadi | ZANU-PF | 2017年12月28日 |

ジンバブエの憲法の下では、大統領は国家元首、政府、および国防軍の最高司令官であり、多数決によって選出される。 2013年以前は、大統領は任期の制限なしに6年間の任期で選出された。  2013国民投票で承認された新憲法は、大統領を5年の任期2回に制限しているが、これは遡及的には発効しない（Robert Mugabeは1987年から 2017）。
内閣は大統領によって任命され、議会の責任者である。

### 立法権
議会は、 下院と2005年から1990年に廃止された 上院で構成されている。下院には210人の議員が選出されている。議長を含む普遍的な選挙によって、および総選挙、そして最大5年間務めることができる。
 2013憲法の下で、上院は80名の議員で構成され、そのうち60名は、10州の1つを代表する6名の選挙区で5年間の任期で選出される。 党リスト比例表現を使用して下院選挙の投票に基づいて選出され、harequotaを使用して配布される。さらに、上院は、 SNTV、  National Council of Chiefsの大統領と副大統領にそれぞれ1議席、選挙で選ばれた障害者に男性1議席と女性1議席全国障害委員会が指定した選挙人による FPTPを使用した個別の投票。

### 司法権
司法は、同時代の人々と同様に、司法サービス委員会の助言に基づいて大統領によって任命されたジンバブエ最高裁判所の最高裁判所長官によって率いられている。 憲法には、人権の広範な保護を含む権利章典がある。 権利章典は、議会の全会一致の投票を除いて、独立の最初の10年間は修正不可とされた。
最高裁判所は最高裁判所であり、最終控訴裁判所である。 最高裁判所長官は上級裁判官である。 ジンバブエの最高裁判所のベンチに座っている他の人は、正義Paddington Garwe、元高等裁判所の裁判長、ウィルソン・サンドゥラとヴェルナンダ・ジヤンビである。 最高裁判所の元裁判官であるルーク・マラバは、最高裁判事の引退後、2017年3月1日に最高裁判事代理に任命されたGodfreyChidyausiku。 マラバは3月28日に首席判事に昇進した。
法制度はローマ-オランダ法に基づいており、南アフリカ の影響を受けている。 最高裁判所長官が率いる5名の最高裁判所は、憲法で保証されている基本的権利の侵害の申し立てに対して元の管轄権を持ち、その他の事項については上訴管轄権を持っている。 一般部門と上訴部門で構成される高等裁判所がある。 高等裁判所の下には、民事管轄権を有する地方治安判事裁判所と、伝統的な法律および慣習を含む事件について民事および刑事管轄権を有する治安判事裁判所がある。 1981年以降、これらの裁判所は国の制度に統合された。
最高裁判所長官のリスト：
| 氏名                             | 任期         | 任期       | Notes                                                    |
| 氏名                             | 就任         | 離任       | Notes                                                    |
| -------------------------------- | ------------ | ---------- | -------------------------------------------------------- |
| ヘクター・ノーマン・マクドナルド | 1977         | 1980年5月  | イアン・スミスによって任命された（ UDIの下でローデシア） |
| Sir John Fieldsend               | 1980年7月1日 | 1983       |                                                          |
| Enoch Dumbutshena                | 1984年2月    | 1990       |                                                          |
| アンソニー・ガベイ               | 1990         | 2001       |                                                          |
| ゴッドフリー・チディアウシク     | 2001         | 2017       |                                                          |
| ルーク・マラバ                   | 2017         | プレゼント |                                                          |

## 政党および選挙

### 大統領選挙
Template:＃section-h：1991ジンバブエ総選挙

### 下院議員選挙
110 / 5000
翻訳結果
Template:＃section-h：2018ジンバブエ総選挙

### 上院議員選挙
Template:＃section-h：2018ジンバブエ総選挙

## 行政区画
主な記事：ジンバブエの州、ジンバブエの地区 
ジンバブエは8つの州に分かれており、それぞれが大統領によって任命された州知事によって管理されている。 州知事は、州の管理者といくつかのサービス省の代表者によって支援されている。 州はさらに63の地区に分かれる。

## 参考
- ジンバブエの教育（英語版）
- ローデシアの政治（英語版）

## International organization participation
ACP, 
AfDB, 
C (former), 
ECA, 
FAO, 
G-15, 
G-77, 
IAEA, 
IBRD, 
ICAO, 
ICCt (signatory), 
ICFTU, 
ICRM, 
IDA, 
IFAD, 
IFC, 
IFRCS, 
ILO, 
IMF, 
Interpol, 
IOC, 
IOM, 
ISO, 
ITU, 
NAM, 
OAU, 
OPCW, 
PCA, 
PMAESA,
SADC, 
UN, 
UNCTAD, 
UNESCO, 
UNIDO, 
UNMIK, 
UPU, 
WCL, 
WCO, 
WFTU, 
WHO, 
WIPO, 
WMO, 
WToO, 
WTrO